# 下野市大松山運動公園陸上競技場

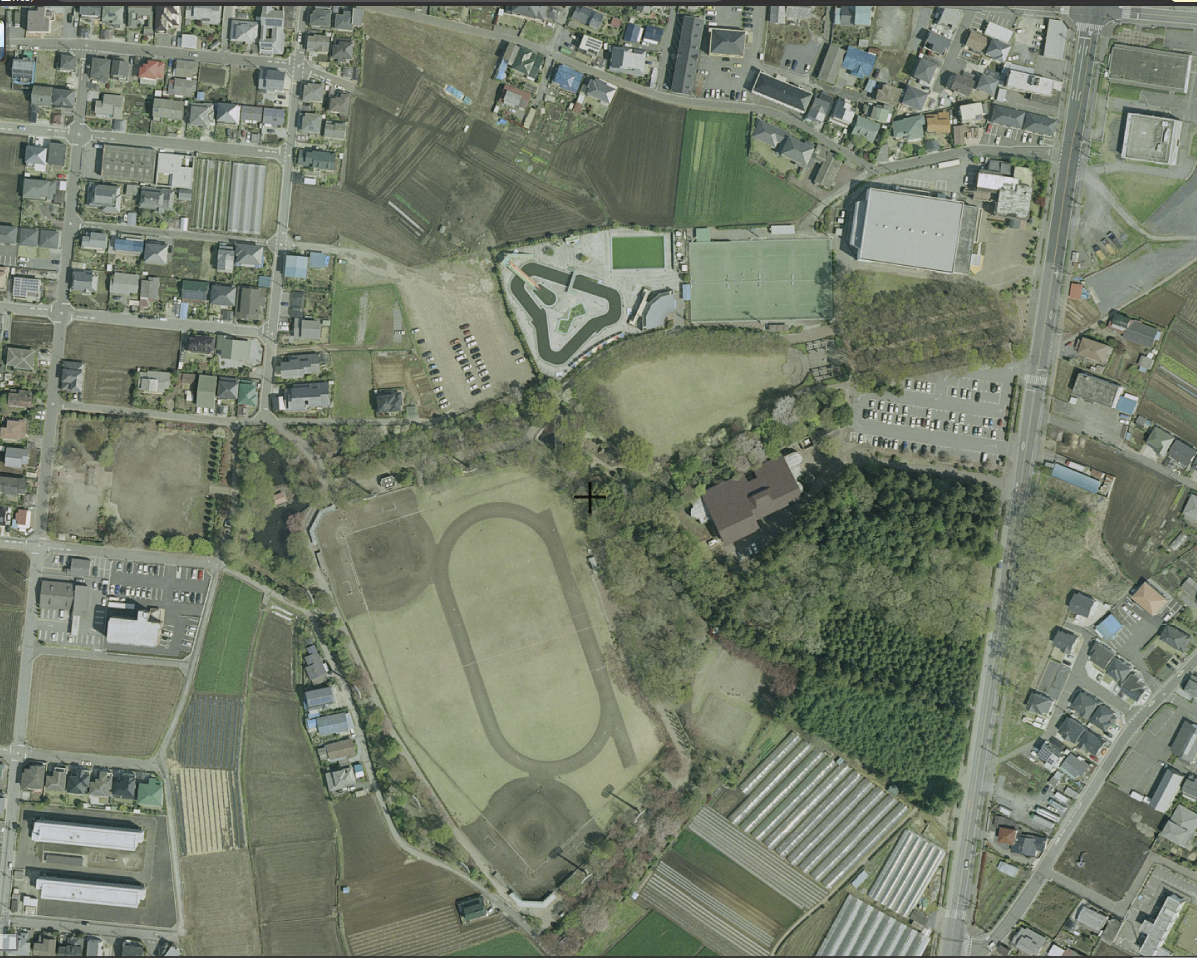
再整備前の競技場（2010年）

下野市大松山運動公園陸上競技場（しもつけし おおまつやまうんどうこうえん りくじょうきょうぎじょう）は、栃木県下野市大松山の下野市大松山運動公園内に所在する陸上競技場。

## 概要
大松山運動公園の建設は1977年（昭和52年）に計画され、翌年から整備が開始された。敷地内には陸上競技場・野球場兼用の多目的グラウンド、テニスコートおよびゲートボール場などがあった。
下野市は、2013年（平成25年）3月に「下野市スポーツ活動拠点整備基本構想」を策定し、その中に大松山運動公園の再整備を盛り込んだ。公園西部に位置する新陸上競技場は2017年（平成29年）11月に起工式を行い、同時に公園内では複数の広場の整備が進んだ。2019年（平成31年）5月の開場当日は、栃木SCと栃木シティFCによるオープニングマッチが行われた。
全国地域サッカーチャンピオンズリーグ2020では、1次ラウンドAグループの試合会場として使用された。2022年の第77回国民体育大会（いちご一会とちぎ国体）では、サッカーの競技会場として使用する予定である。
JR宇都宮線石橋駅より徒歩15分。

## 施設
- 日本陸上競技連盟第4種公認（将来的には第3種公認を目指す）[3]
- トラック：400m × 8レーン[3]
- 収容人数：約7,000人（固定メインスタンド348人、芝生スタンド6700人程度）[3]
- 照明塔：4基
- 大松山運動公園は広域避難場所に指定されており、陸上競技場内に防災倉庫が設置されている[12]。

## ロケ地として使用された番組
- ロンドンハーツ - テレビ朝日、2022年5月3日放送『女性芸能人スポーツテスト』ゴールデン2時間SP、5月10日放送「少しは目立ちたい スポーツテスト延長戦」